# William Barbotin
William Barbotin (25 de agosto de 1861 - 12 de noviembre de 1931) fue un pintor, grabador y escultor francés del siglo XIX. Obtuvo el Primer Premio de Roma en grabado en el año 1883.

## Semblanza

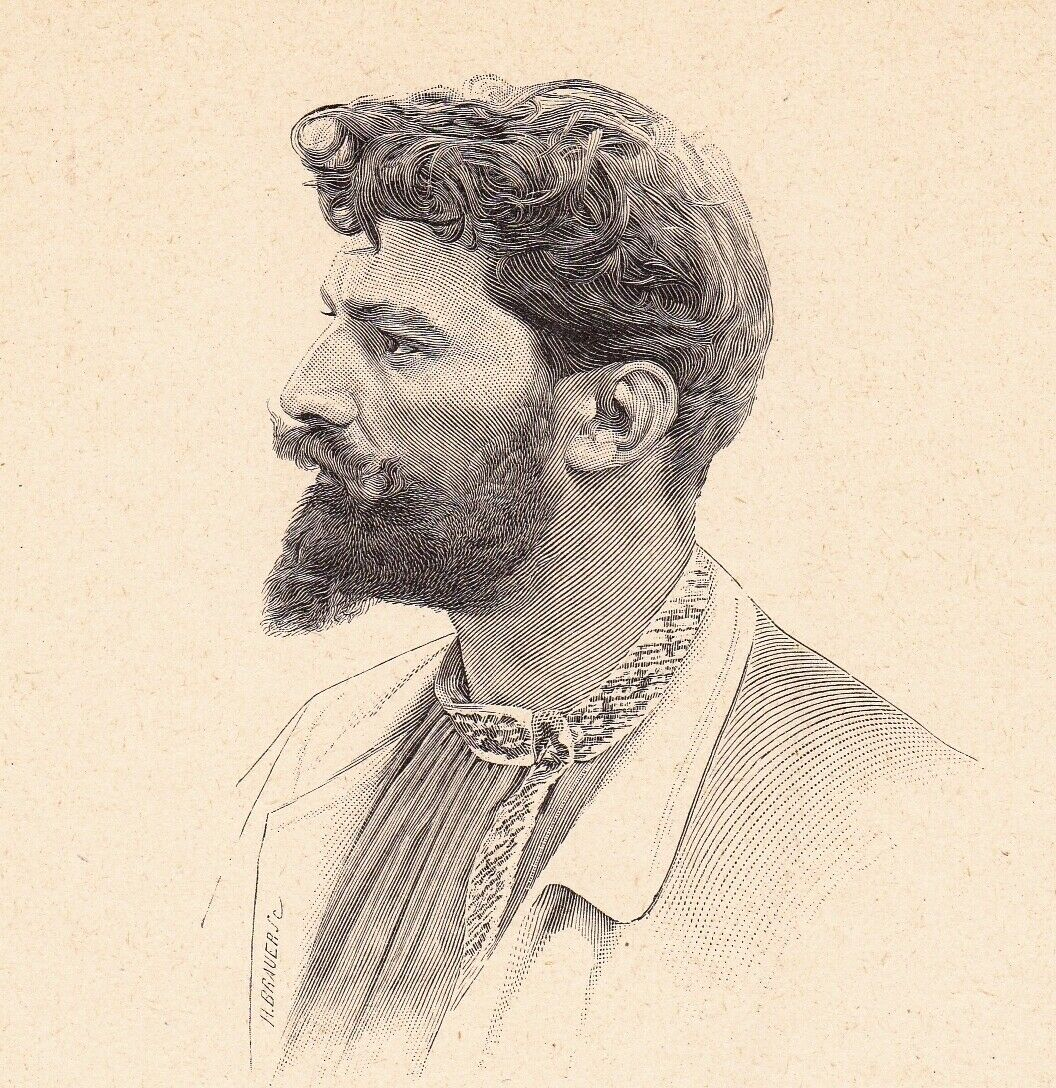
H. Brauer, William Barbotin, grabado reproducido en el álbum Mariani (Figuras contemporáneas, vol. VIII, 1903)

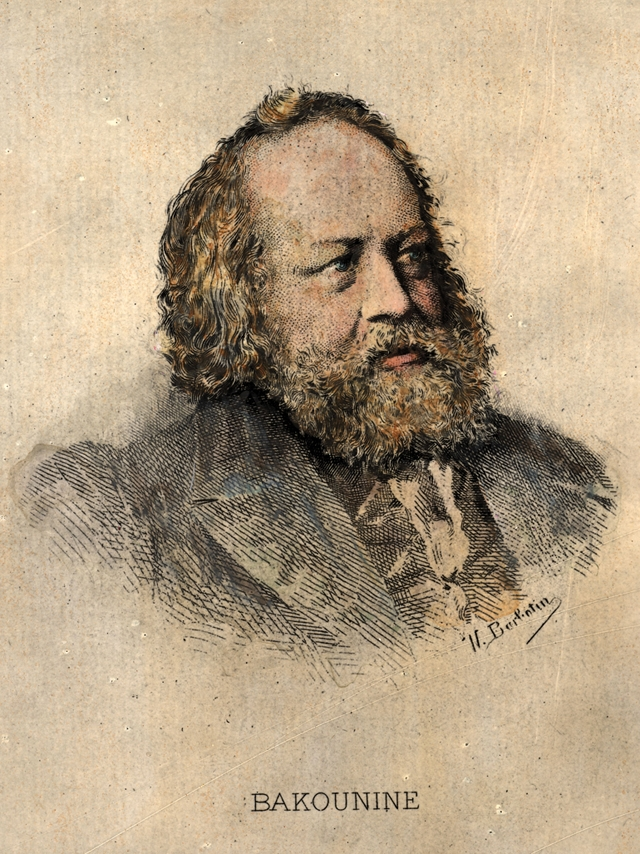
Retrato de Bakunin

Hijo de un pescador de la isla de Ré, el joven Joseph Barbotin fue observado por el pintor William-Adolphe Bouguereau por su precoz talento como dibujante; quien se convirtió en su padre espiritual.
Admitido en el concurso de la Escuela Normal de profesores, fue nombrado instructor sustituto en noviembre de 1880 en París, donde frecuentó el taller de Bouguereau, la Academia Julian y la Escuela de Bellas Artes, especializándose en el grabado con buril. Recibió lecciones de Tony Robert-Fleury y de Gustave Bertinot (1822-1888).
En 1884 obtuvo el Primer Gran Premio de Roma en grabado y se marchó a residir durante dos años (1885-1886) a la villa Médici.
A finales de 1886 conoció a Élisée Reclus en Suiza y se hizo su amigo, relacionándose también con miembros de la comunidad anarquista. Colaboró con periódicos como Le Révolté y Les Temps nouveaux, dirigidos por Jean Grave, quien le encargó diversos grabados. Realizó retratos de Proudhon, Bakunin, Piotr Kropotkin, Carlo Cafiero, Pierre Leroux, Auguste Comte y, por supuesto, de Élisée Reclus, para el que colaboró en su Geografía universal.
En octubre de 1890 compró la villa des Tilleuls en Ars-en-Ré, donde recibía a sus amigos anarquistas. En 1905 asumió la dirección del museo municipal de Ars-en-Ré, cerca del faro de Baleines.
De 1893 a 1901 fue secretario general de la Sociedad de Artistas del Grabado con Buril y comenzó a recibir numerosas distinciones. En abril de 1903 recibiría la legión de Honor.
En 1899, fue, junto con Adolphe Lalauze, uno de los cuatro artistas que grabaron los retratos para la edición de lujo (500 ejemplares) de "Figures Contemporaines tirages de l'Album Mariani" (Floury) utilizando la técnica del aguafuerte, antes de aparecer él mismo en el volumen VIII (1903) de la colección (14 volúmenes publicados entre 1894 y 1925).
En 1904 fue nombrado inspector de enseñanza de dibujo para las escuelas primarias públicas para niños en Sceaux, y en 1906, fue elegido para pintar el retrato del nuevo presidente Armand Fallières. Posteriormente fue nombrado inspector de Educación Nacional.
Se casó en mayo de 1901 con Sophie Guériteau, una joven de Charente, "protegida" de Ermance Trigant, compañero de Reclus, con quien compartía su vida desde 1889. Tuvieron tres hijos y luego se divorciaron en 1908.

## Reconocimientos
- Nombrado caballero de la Legión de Honor por decreto del 5 de abril de 1903.